# Pau Claris
Pau Claris i Casademunt est un homme politique et ecclésiastique catalan, né le 1er janvier 1586 à Barcelone où il est mort le 27 février 1641.
Il a été président de la députation générale de Catalogne de 1638 à 1641.

## Biographie
Issu d’une famille de juristes, originaire de Berga, il devient docteur en droit canonique et civil avant d'être nommé évêque de La Seu d'Urgell en 1612. Il commence sa vie publique comme défenseur des prébendes ecclésiastiques et, en juillet 1638, devant la détérioration de la situation politique, il est élu président de la députation générale de Catalogne pour la période 1638-41 (son frère Francesc est élu deuxième conseiller cette même année).
Au début de son mandat, il conclut un accord avec la municipalité de Barcelone ; il affronte rapidement les autorités royales à la suite du sac de Palafrugell (juillet 1638) par les tercios du roi, ainsi qu’à la suite des accusations de contrebande lancées contre la députation générale. La crise s’intensifie au printemps 1639 avec l’invasion française du Roussillon et la reddition de Salses. Elle culmine avec l’incarcération du député militaire Francesc de Tamarit. Le juge de la Breve Apostólico enquête sur la conduite de Claris, accusé d’intervenir lors des troubles contre les soldats, mais il ne put le condamner faute de preuves. La gravité des incidents postérieurs — mort de Joan Miquel Mont-rodon à Santa Coloma de Farners, incendie de l’église de Riudarenes et l’entrée dans Barcelone de quelque deux cents paysans (le 22 mai 1640) pour libérer le député Francesc de Tamarit- culmina avec le « Corpus de Sang » (7 juin 1640), quand l’entrée dans Barcelone de quelque 400 ou 500 faucheurs mutinés provoqua la mort du vice-roi Comte de Santa Coloma. Ces événements déclenchèrent la rupture définitive entre la Généralité et le gouvernement du comte-duc de Olivares.

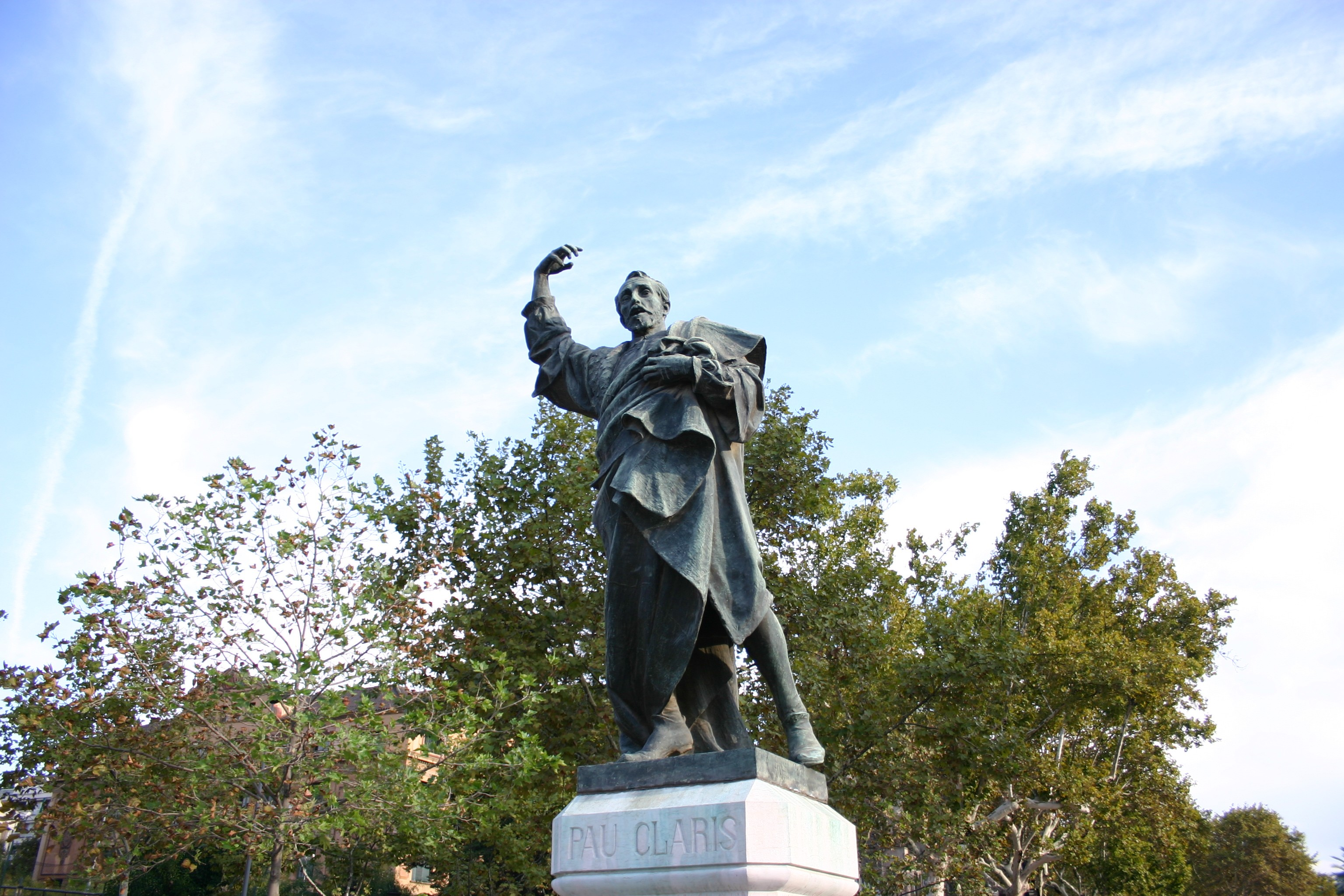
Statue de Pau Clarís par Rafael Atché (Barcelone).

L’imminente invasion castillane oblige Pau Claris à rechercher l’aide militaire de la France: les conversations engagées par son neveu Francesco Vilaplana s’achèvent par la signature à Barcelone (le 12 décembre 1640) d’un pacte d’aide militaire et, en suite (le 16 janvier 1641), avec la proclamation de la République catalane sous la protection de la France. La vie de la république est cependant éphémère : devant le danger imminent d’un siège de Barcelone par l’armée du marquis de Los Vélez, Pau Claris, au nom de la principauté, doit reconnaître le roi de France, Louis XIII, comme comte de Barcelone. L’armée franco-catalane met totalement en déroute les troupes espagnoles à Montjuïc le 26 janvier 1641.
Pau Claris meurt soudainement un mois après la victoire. Francesc Fontanella, conseiller en chef avant la bataille de Montjuic et grand ami de Pau Claris, lui a dédié un chaleureux hommage.